# جوزپه ویوز
جوزپه ویوز (انگلیسی: Giuseppe Vives؛ زادهٔ ۱۴ ژوئیهٔ ۱۹۸۰) بازیکن فوتبال اهل ایتالیا است.
از باشگاه‌هایی که در آن بازی کرده‌است می‌توان به باشگاه فوتبال تورینو، باشگاه فوتبال لچه، باشگاه فوتبال آنکونا، باشگاه فوتبال یووه استابیا، و باشگاه فوتبال پرو ورچلی اشاره کرد.